# Heteromenopon kea
Heteromenopon kea är en insektsart som först beskrevs av Kellogg 1907.  Heteromenopon kea ingår i släktet Heteromenopon och familjen spolätare. Inga underarter finns listade i Catalogue of Life.